# RTZEN
RTZEN es una marca familiar de productos artesanales de hierro forjado. Especializada en herrería tradicional utilitaria, RTZEN fabrica y comercializa artículos de hierro para la decoración del hogar. La marca ofrece accesorios decorativos y funcionales para el hogar, elaborados con técnicas clásicas de forja.

## Historia
RTZEN se fundó en 1997 con el objetivo de preservar y revitalizar los métodos tradicionales de herrería. Los fundadores se propusieron crear un taller funcional que fabricara productos de hierro artesanales de alta calidad utilizando técnicas clásicas de herrería. Este compromiso con la artesanía tradicional ha sido la piedra angular de las operaciones de la empresa desde su creación.